# Thomas Winkelhock
Thomas Winkelhock (* 22. Mai 1968 in Waiblingen) ist ein ehemaliger deutscher Automobilrennfahrer. Er ist der Bruder des 1985 tödlich verunglückten Rennfahrers Manfred Winkelhock sowie von Joachim. Sein Neffe Markus ist ebenfalls als Rennfahrer aktiv.

## Karriere
Thomas Winkelhock startete seine professionelle Rennkarriere in der Formel König, in der er in seiner Debütsaison auch gleich Meister wurde. 1990 wechselte Winkelhock zum Mercedes-Benz-Werksteam AMG in die Deutsche Tourenwagen-Meisterschaft. In einem Mercedes-Benz 190 E 2.5-16 Evo konnte er in elf Rennen fünf Punkte holen, was ihm einen 25. Platz im Klassement einbrachte. 1992 war Winkelhock für das BMW-Team MM Diebels Team zu einem Rennen gemeldet, konnte aber wegen eines Motorschadens im Warm-Up nicht starten. Ab 1991 kehrte er in den Monoposto zurück und fuhr zunächst in der Formel Opel, später in der Formel Renault und Formel 3. 1997 versuchte Winkelhock es erneut im Tourenwagensport Fuß zu fassen und wechselte zu Brinkmann Motorsport in die Dutch Touring Car Championship, blieb aber punktlos. Im folgenden Jahr blieb er Brinkmann treu und stieg in die Deutsche Tourenwagen-Challenge ein. Mit drei Siegen und sieben Podestplätzen konnte Winkelhock in einem BMW 320i die Meisterschaft holen. Bis 2004 blieb Winkelhock mit Brinkmann in der, später zu DMSB Produktionswagen-Meisterschaft umbenannten, DTC, konnte seinen Titel jedoch nicht verteidigen. 2005 und 2006 fuhr Winkelhock noch für zwei Jahre in der deutschen Mini Challenge.
Heute ist Thomas Winkelhock Inhaber eines Autokranverleihes und Abschleppdienstes.